# 소리굽쇠

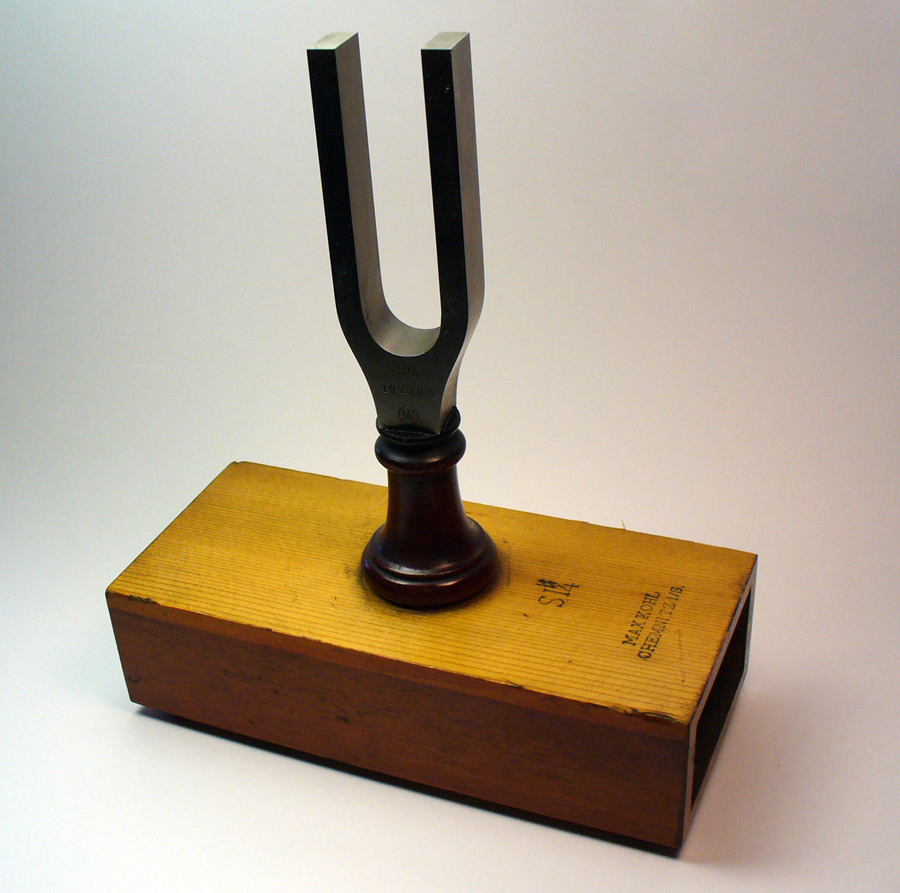
독일 켐니츠의 막스 콜(Max Kohl)이 제작한 소리굽쇠

소리굽쇠(Tuning fork) 또는 음차(音叉)는 일정한 주파수의 음높이를 내는 금속으로 된 소리 기구이다.
1711년 영국의 음악가이자 궁정 트럼펫, 류트 연주자인 존 쇼어(John Shore)가 발명했다. 두 갈래로 나뉜 U자 모양을 한 쇠막대 모양을 띠고 있으며 구부러진 중앙 부분에는 손잡이가 달려 있다. 소재는 주로 강철을 사용하지만 무게를 줄이기 위해 알루미늄을 사용하기도 한다.
특정한 주파수에서 나오는 다수의 고유진동수에 해당하는 소리를 내는 것이 특징이다. 특정 물체에 소리굽쇠의 밑 부분을 치면 배음(倍音), 순음(純音)을 낸다. 소리의 공명 현상을 파악하는 데에 사용되며 시계, 악기에도 사용된다.